# Giovanni Battista Mellini
Giovanni Battista Mellini, även Millini, född 9 juni 1405 i Rom, död 24 juli 1478 i Rom, var en italiensk kardinal och biskop. Han kallades ”kardinalen från Urbino”. Andra kardinaler från familjen Mellini är Savo Mellini, Giovanni Garzia Mellini och Mario Mellini.  

## Biografi
I april 1468 utnämndes Mellini till biskop av Urbino.
Den 18 december 1476 upphöjde påve Sixtus IV Mellini till kardinalpräst med Santi Nereo ed Achilleo som titelkyrka. Mellini utsågs till särskilt sändebud till Milano och Lombardiet efter mordet på hertig Galeazzo Maria Sforza i december 1476.
Kardinal Mellini avled 1478 och är begravd i Cappella Mellini i basilikan Santa Maria del Popolo i Rom.

### Webbkällor
- ”MELLINI, Giovanni Battista (1405–1478)” (på engelska). The Cardinals of the Holy Roman Church. Salvador Miranda. Arkiverad från originalet den 2 mars 2018. https://archive.today/20180302151608/http://webdept.fiu.edu/~mirandas/bios1476.htm%23Mellini#Mellini. Läst 2 mars 2018.
- ”Giovanni Battista Cardinal Mellini” (på engelska). Catholic Hierarchy. Arkiverad från originalet den 2 mars 2018. https://archive.today/20180302151903/http://www.catholic-hierarchy.org/bishop/bmellngb.html. Läst 2 mars 2018.
- Blasio, Maria Grazia (2009). ”MELLINI, Giovanni Battista” (på italienska). Dizionario Biografico degli Italiani – Volume 73. Treccani. Arkiverad från originalet den 2 mars 2018. https://archive.today/20180302151226/http://www.treccani.it/enciclopedia/giovanni-battista-mellini_(Dizionario-Biografico)/. Läst 2 mars 2018.